# Anyway
Das anyway ist Europas erstes queeres Jugendzentrum, das speziell für junge Lesben, Schwule, Bisexuelle und Transmenschen sowie deren Freunde und Freundinnen von 14 bis 27 Jahren gegründet wurde. Es entstand aus den Jugendgruppen Bad Girls und Boy Trek und wurde 1998 vom Rat der Stadt Köln beschlossen. Mehr als 1.400 Jugendliche aller sexuellen Orientierungen besuchen das Zentrum pro Jahr.

## Geschichte
Im Januar 1994 gründete das Sozialwerk für Lesben und Schwule e. V., eine Kölner Organisation mit Beratungs- und Gruppenangeboten für Lesben und Schwule, als Reaktion auf die steigende Anzahl jugendlicher Ratsuchender die Jugendgruppen „Bad Girls“ für lesbische und „Boy Trek“ für schwule Jugendliche. Sie waren nicht als Coming-out-Gruppen, sondern als Freizeittreffs für die Jugendlichen gedacht. Die beiden Gruppen, insbesondere „Boy Trek“, wuchsen sehr schnell – die schwule Jugendgruppe wies Anfang 1996 bereits über 80 und Anfang 1998 schon über 300 Mitglieder auf. Vor diesem Hintergrund entstand sehr schnell die Idee eines lesBiSchwulen Jugendzentrums – der Bedarf war augenscheinlich vorhanden. Ein eher „visionäres“ erstes Konzept im Sommer wurde in den folgenden Monaten mehrfach überarbeitet, bis es tragfähig wurde und präsentiert werden konnte. Daraufhin wurde bei den zuständigen Stellen und Politikern des Landes und der Stadt Köln für das Projekt geworben, bis schließlich das Land zustimmte und am 23. Juni 1998 auch der Rat der Stadt Köln die Errichtung des Jugendzentrums absegnete. Land und Kommune bewilligten jeweils 45 % des Jahresbudgets, der Rest musste vom Träger erbracht werden. Das anyway feierte seine Eröffnung am 17. Dezember 1998 im Beisein u. a. von Birgit Fischer, der damaligen Landesministerin für Frauen, Jugend, Familie und Gesundheit.

## Angebote/Projekte
Der Verein bietet neben dem Cafébetrieb auch Beratungen und vielfältige Gruppenaktivitäten an, die von hauptamtlichen und ehrenamtlichen  Mitarbeitern durchgeführt werden.
Dazu gehören:
- anyway4u.de – Ein Team, in dem Besucher des anyway unter Anleitung E-Mail-Beratung für Rat suchende Jugendliche anbieten.
- WiR* – Wissen ist Respekt – Das Bildungs- und Aufklärungsteam, bestehend aus lesbischen, schwulen, bisexuellen und Trans*Jugendlichen, besucht Schulklassen und Jugendgruppen, um mit diesen im Rahmen von Workshops über sexuelle und geschlechtliche Vielfalt zu sprechen.
- anyway.tv – Ein ehrenamtliches Team, das Videoideen sammelt, sie produziert und anschließend auf YouTube veröffentlicht.
- Julian – junge liebe anders – Ein Projekt, bei dem die Jugendlichen eine Webserie konzipieren, schreiben und verfilmen.
- Zwei Gesichter – Kurzfilm über einen U-19-Bundesliga-Fußballer, der sein Schwulsein verstecken muss. Entstanden u. a. in Kooperation mit der DFB-Kulturstiftung.
- KUNTERGRAU – Eine zweite Webserie über schwule Jugendliche, die den Schwerpunkt auf die Alltagsprobleme der Protagonisten setzt.
- anyway Hot Shots – Ein Hobbyfußballteam mit schwulen, bi- und heterosexuellen Jugendlichen.

## Auszeichnungen
- 2023: EXPRESS Queer Award in der Kategorie "Gemeinnützige Organisation des Jahres"[2]